# Thomas Aass
Thomas Valentin Aass (ur. 28 kwietnia 1887 w Oslo, zm. 14 sierpnia 1961 tamże) – norweski prawnik, dyplomata i żeglarz, olimpijczyk, zdobywca złotego medalu w regatach na Letnich Igrzyskach Olimpijskich 1912 w Sztokholmie.

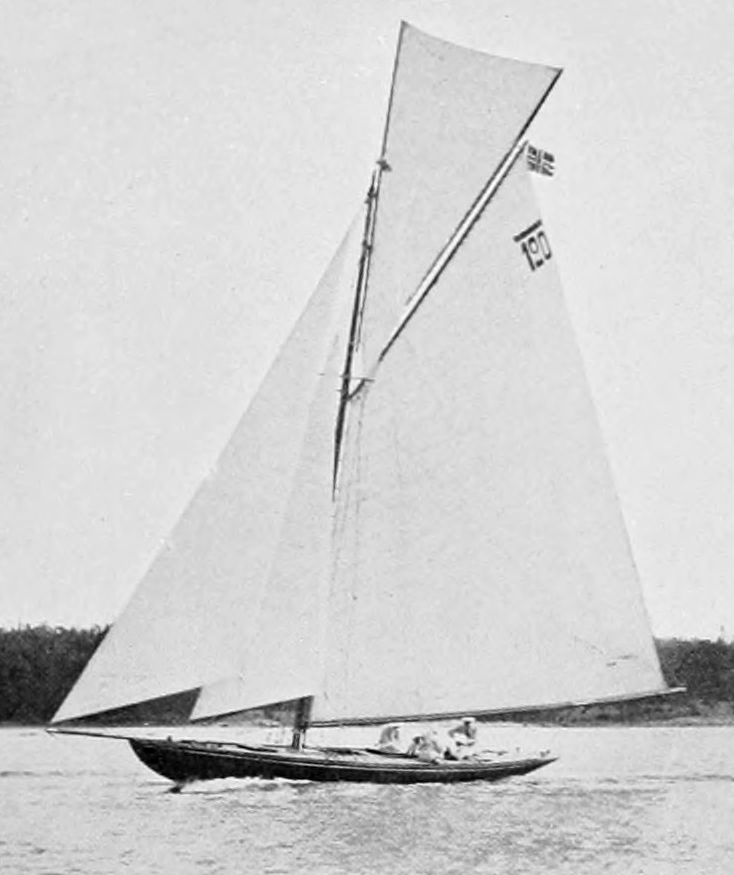
Jacht Taifun

Na Letnich Igrzyskach Olimpijskich 1912 zdobył złoto w żeglarskiej klasie 8 metrów. Załogę jachtu Taifun tworzyli również Christian Jebe, Thoralf Glad, Torleiv Corneliussen i Andreas Brecke.
Po ukończeniu studiów prawniczych pracował na placówkach dyplomatycznych w Barcelonie, Londynie, Kownie i Göteborgu, gdzie był konsulem generalnym podczas II wojny światowej.

## Odznaczenia
- Kawaler I klasy Orderu Świętego Olafa (1946)
- Komandor Orderu Gwiazdy Polarnej
- Komandor Orderu Wazów
- Kawaler Orderu Izabeli Katolickiej
- Kawaler Orderu Danebroga
- Oficer Orderu Odrodzenia Polski[2]